# بوب توماس (سياسي)
بوب توماس (بالإنجليزية: Bob Thomas)‏ هو سياسي أمريكي، ولد في 14 فبراير 1926، وتوفي في 10 أغسطس 2013. حزبياً، نشط في الحزب الجمهوري. وقد انتخب عضو المجلس النيابي لولاية نيفادا.